# Chic (gruppo musicale)
Gli Chic sono un gruppo musicale disco-funk statunitense. Tra i gruppi più influenti della disco music, hanno scritto brani celebri, anche per altri artisti, come il loro brano del 1978 Le Freak, entrato ai primissimi posti di molte classifiche internazionali.

## Storia
Il chitarrista Nile Rodgers e il bassista Bernard Edwards si incontrarono nel 1970 a New York e formarono un gruppo fusion chiamato The Boys, poi rinominati The Big Apple Band, con i quali suonarono in molti locali della città. Malgrado fossero interessati a pubblicare le  loro demo, Rodgers ed Edwards non riuscirono ad ottenere nessun contratto dalle case discografiche e si unirono al gruppo New York City, che però si sciolse nel 1976.
Dopo aver assistito ad un concerto dei Roxy Music, Nile Rodgers decise di formare gli Chic ingaggiando Tony Thompson, ex batterista delle Labelle e Norma Jean Wright. Nel 1977, anno in cui firmarono il contratto con l'Atlantic Records, registrarono Everybody Dance, Dance, Dance, Dance (Yowsah, Yowsah, Yowsah) e il primo album Chic. Nel 1978 si aggiunse al gruppo Luci Martin e successivamente Alfa Anderson che sostituì Wright, la quale intraprese una carriera da solista.
Nel 1978 pubblicarono il loro massimo successo Le Freak, che era stata registrata in meno di venti minuti la sera di Natale dell'anno prima. Il singolo rimase nelle classifiche per sei settimane e vendette sei milioni di copie.
Successivamente, gli Chic pubblicarono i singoli I Want Your Love (1978), Good Times (1979), divenuta per molti un inno dei club dance, My Forbidden Lover (1979) e Soup for One (1982).
Nel frattempo, nel 1979, Rodgers ed Edwards scrissero We Are Family per le Sister Sledge e nel 1980 il singolo Upside Down per Diana Ross.
Gli Chic si sciolsero nel 1983. Si riformò nel 1992 per una reunion e poi nuovamente nel 1996.

## Formazione
Formazione originale
- Nile Rodgers – chitarra, voce (1976-1983-1990-1992)
- Bernard Edwards – basso, voce (1976-1983-1992-1996 deceduto)
- Tony Thompson – batteria (1976-1983-1990-1992-1996-1998-2003 deceduto)
- Norma Jean Wright – voce principale (1977-1978)
- Luci Martin – voce principale (1976-1983-1990-1992)

Formazione attuale
- Nile Rodgers – chitarra, voce (1976-1983-1990-1992-1996-1998-)
- Jerry Barnes - basso, voce (1996-1998-)
- Ralph Rolle - batteria, voce (1996-1998-)
- Kimberly Davis - voce principale (1996-1998-)
- Folami Ankoanda-Thompson - voce (1996-1998-)
- Richard Hilton - tastiera (1996-1998-)
- Russell Graham - tastiera (1996-1998-)
- Bill Holloman - fiati (1996-1998-)
- Curt Ramm - fiati (1996-1998-)
- Alfa Anderson – voce principale (1976-1983-1990-1992 deceduta[5])

## Discografia

### Album in studio
- 1977 – Chic
- 1978 – C'est Chic
- 1979 – Risqué
- 1980 – Real People
- 1981 – Take It Off
- 1982 – Tongue in Chic
- 1983 – Believer
- 1992 – Chic-ism
- 1996 - Chic Freak and More Treats
- 2018 – It's About Time